# نيكاراغوا في الألعاب الأولمبية الصيفية 2016
من المقرر أن تشارك نيكاراغوا في الألعاب الأولمبية الصيفية 2016 المقرر إقامتها في مدينة ريو دي جانيرو البرازيلية وذلك في الفترة الممتدة من 5 إلى 21 أغسطس 2016. و هذه هي المرة ال11 التي شاركت فيها نيكاراغوا في هذا الحدث الأولمبي العالمي، هذه المشاركة ستكون بوفد رياضي مكون من 5 رياضيين في 4 ألعاب هي ألعاب القوى و الرماية و السباحة و رفع الأثقال. وسيرفع علم بلاده في مراسيم حفل الافتتاح الرامي رفاييل لاكايو.

## الميداليات
| الرياضي | المنافسة | ذهبية | فضية | برونزية |
| ------- | -------- | ----- | ---- | ------- |
|         |          |       |      |         |
| المجموع |          |       |      |         |